# Дакуорт, Тэмми
Ладда Тэмми Дакуорт (англ. Ladda Tammy Duckworth, род. 12 марта 1968 года, Бангкок, Таиланд) — американский политический деятель, военнослужащая, член Демократической партии, подполковник армии США в отставке, сенатор США от штата Иллинойс (с 3 января 2017 года). Член Палаты представителей США с 2013 по 2017 год.

## Биография

### Ранние годы и военная карьера
Родилась в Бангкоке, дочь Фрэнка Дакуорта, бывшего морского пехотинца, сделавшего карьеру дипломата, и Ламаи Сомпорнпайрин (Lamai Sompornpairin), с детства знает тайский язык.
В 1985 году окончила школу имени президента Маккинли в Гонолулу, в 1989 году получила степень бакалавра искусств в Гавайском университете в Маноа, в 1992 году — степень магистра искусств в университете Джорджа Вашингтона.
По окончании университета планировала для себя дипломатическую карьеру, но записалась в Корпус подготовки офицеров запаса, чтобы больше узнать о жизни военных. В 1992 году зачислена в резерв, в 1993 году поступила в лётную школу в Форте Ракер (Алабама). В 2003 году, готовясь к получению докторской степени в университете Северного Иллинойса, вступила в национальную гвардию Иллинойса и была направлена в Ирак. 12 ноября 2004 года в составе экипажа Sikorsky UH-60 Black Hawk участвовала в битве за Фаллуджу, вертолёт был сбит, и Дакуорт в результате тяжёлых травм лишилась обеих ног.
3 декабря 2004 года награждена медалью Пурпурное сердце, три недели спустя, находясь в медицинском центре Уолтера Рида, произведена из капитана в майоры, также награждена Воздушной медалью и медалью благодарности Армии США. Сыграла важную роль в создании организации Intrepid Foundation, оказывающей помощь в реабилитации ветеранов вооружённых сил.

### Политическая карьера
В 2006 году предпринимала неудачную попытку избрания в Палату представителей США, в 2006—2009 годах являлась директором департамента по делам ветеранов штата Иллинойс, в 2009—2011 годах — помощником министра по делам ветеранов США. В 2012 году стала делегатом национального конвента Демократической партии и была избрана в Палату представителей США (вступила в должность 3 января 2013 года).
В 2015 году получила степень доктора философии в платном онлайн-университете Капеллы в Миннеаполисе, но летом 2016 года публично назвала платные учебные заведения «хищническими».
8 ноября 2016 года победила на выборах в Сенат США республиканца Марка Кёрка, благодаря чему оба сенаторских места от Иллинойса оказались в распоряжении демократов.

## Национальная политика
Дакворт выступала на национальных съездах Демократической партии в 2008, 2012, 2016 и 2020 годах. Она была постоянным сопредседателем Национального съезда Демократической партии 2020 года. На съезде 2020 года она назвала Трампа «главным трусом» за то, что он не поддерживает американские вооруженные силы.
Дакворт рассматривалась как возможный кандидат на пост кандидата в вице-президенты Джо Байдена. Вместо этого была избрана коллега-сенатор США Камала Харрис. Байден назначил Дакворт на пост вице-председателя Национального комитета Демократической партии вместе с Гретхен Уитмер, Кейшей Лэнс Боттомс и Филемоном Вела-младшим.

## Личная жизнь

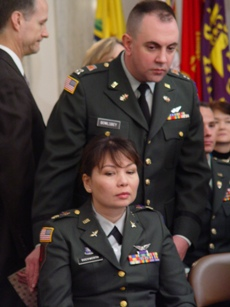
Майор Дакуорт с мужем, капитаном Баулсби, в 2006 году.

Замужем за майором Национальной гвардии Брайаном Баулсби (Bryan W. Bowlsbey) с 1993 года. В 2014 году родила первую дочь, которую назвали Абигайл О’Калани Баулсби (среднее имя девочки — традиционное гавайское, его предложил сенатор от этого штата Дэниел Акака, поскольку Тэмми Дакуорт с подросткового возраста жила на Гавайях), а в 2018 году вторую — Мэйл Пёрл Баулсби.